# Unter meiner Haut
Unter meiner Haut is een nummer van de Duitse zangeres Elif uit 2013. In 2015 brachten het eveneens Duitse dj-duo Gestört aber GeiL en de Duitse dj Koby Funk een remix van het nummer uit, die werd ingezongen door Wincent Weiss.
De versie van Elif bereikte geen hitlijsten. Gestört aber GeiL en Koby Funk zorgden er met hun deephouseremix voor dat het nummer alsnog een hit werd, met een 6e positie in Duitsland. Voor deze remix heeft Wincent Weiss het nummer opnieuw ingezongen. In maart 2014 zette Koby Funk de remix al op zijn SoundCloud-pagina, een jaar later verscheen het ook op single.